# Hans Gewe Hansson
Hans Gewe Hansson, egentligen Hans Gösta Willmer Gewe Hansson, pseudonym i Frankrike: Chans Geweau, född 26 december 1922 i Växjö, död 3 februari 2021, var en svensk målare och tecknare. 
Han bedrev konststudier vid Högre konstindustriella skolan i Stockholm, Gerlesborgsskolan samt Konsthögskolan och under studieresor till bland annat Frankrike, Sovjetunionen och Spanien. Han började som illustratör och blev redan på 1940-talet uppmärksammad för sina tecknade porträtt och figurmotiv. Hans måleri är kraftigt och temperamentsfullt med energi och rörelse. Hansson är representerad med verk vid  Malmö museum, Institut Tessin i Paris, Svenska institutet i Paris, Franska ambassaden i Stockholm och Svenska Nobelstiftelsen.
Han var medlem i Svenska konstnärsförbundet.